# Années 690 av. J.-C.
Les années 690 av. J.-C. couvrent les années de 699 av. J.-C. à 690 av. J.-C.

## Événements

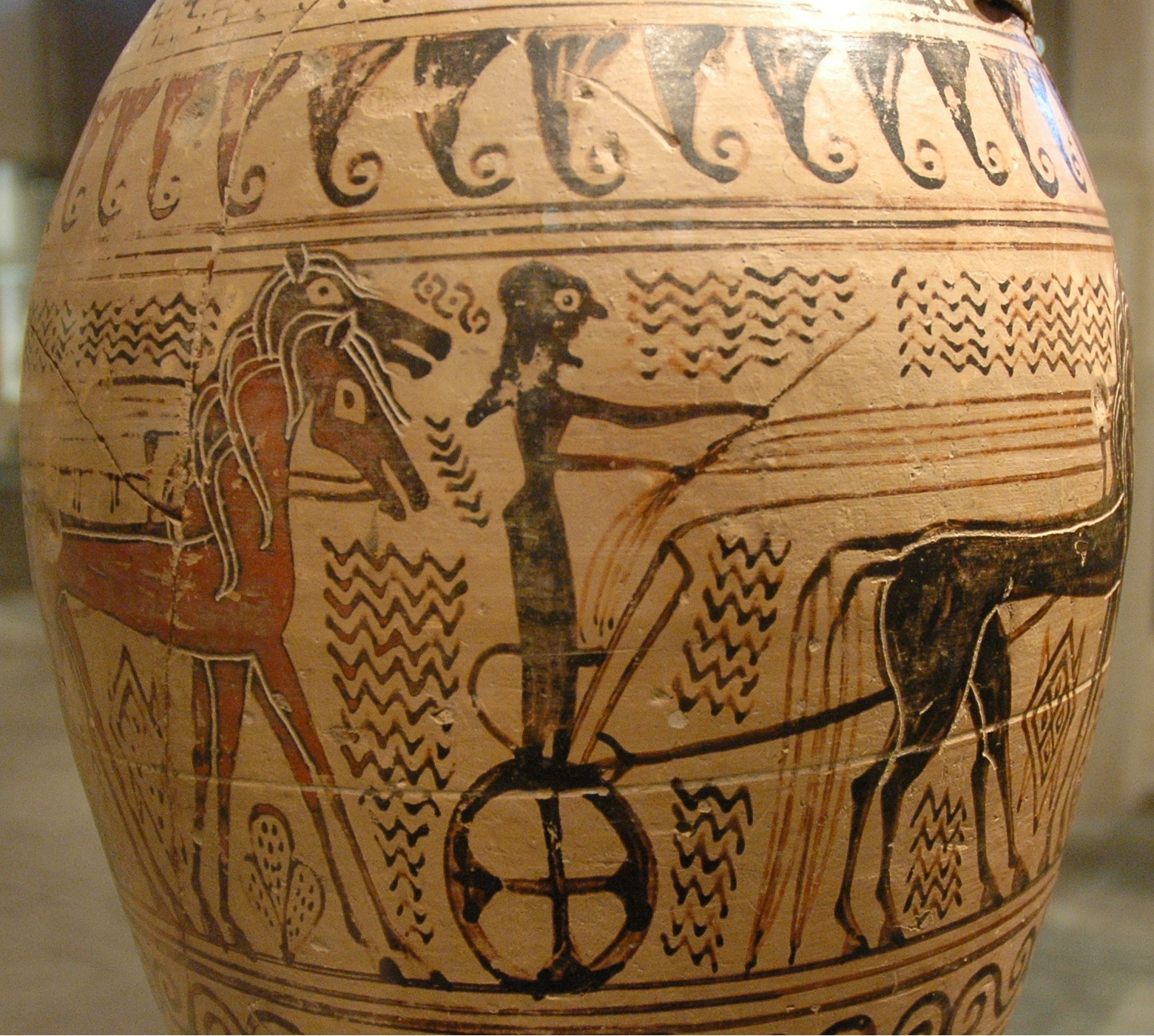
Procession de biges (chariots à deux chevaux), détail d'un loutrophore proto-attique du peintre d'Analatos, v. 690 av. J.-C., musée du Louvre.

- Vers 700 av. J.-C. :  guerre du royaume de Saba sous le mukarrib Karib'il Watar contre le royaume d'Awsân en Arabie du Sud. Le conflit aboutit à l'élimination d'Awsân et à l'unification du Yémen[1]. Karib'il Watar, attesté par des inscriptions, serait le Karibilu mentionné par les annales de Sennacherib vers 685 av. J.-C. pour avoir envoyé des pierres précieuses et des aromates au roi assyrien en signe d’amitié et d’alliance[2]. Essor des États riverains du golfe d'Aden, favorisé par le commerce caravanier de l'encens depuis l'Arabie méridionale jusqu'à la Méditerranée orientale : Saba, Qataban, Hadramaout et Ma'in[3].
- 699-693 av. J.-C. : règne de Hallustush-Inshushinak, roi d’Élam[4].
- 699-694 av. J.-C. : règne de Assur-nadin-shumi, roi de Babylone[4].
- 699-645 av. J.-C. : règne de Manassé, roi de Juda. Âgé de douze ans, il reste un fidèle vassal de l’Assyrie. Il pratique une politique d’apaisement intérieur, laisse en suspens la réforme religieuse d’Ézéchias et tolère les cultes étrangers. Les cultes, les dieux et les modes de l’Assyrie sont introduits dans le royaume de Juda[5].
- 696 av. J.-C. : 
  - destruction de Tarse par les Assyriens[6].
  - Pantaclès, champion d’Athènes aux Jeux olympiques[7].
- 696-682 av. J.-C. : règne de Zhou Zhuangwang troisième roi des Zhou Orientaux en Chine[8].
- 695 av. J.-C. : selon les sources classiques, les Cimmériens, peuple thrace du pourtour de la mer d'Azov, dévastent la Phrygie (région du centre de l'Asie Mineure)[7].
- 694 av. J.-C. : Sennacherib attaque par mer les Chaldéens du Bît Iakîn réfugiés dans les cités élamites. Hallustush-Inshushinak, roi d’Élam, réagit aussitôt, envahit la Babylonie et s’empare de Sippar. Les Babyloniens lui livrent Ashur-nadin-shumi, qui emmené en Élam, disparaît. L’Élamite met sur le trône un de ses protégés, Nergal-ushezib, qui chassé par les Assyriens est remplacé par un prince chaldéen choisi par la population, Mushêsib-Marduk[4].
- 692-687 av. J.-C. : règne de Humban-nimena, roi d’Élam. Les Babyloniens révoltés achètent son aide contre l’Assyrie[4].
- 692 av. J.-C. : Pantaclès, champion d’Athènes aux Jeux olympiques antiques pour la deuxième fois[7].
- 691 av. J.-C. : Sennacherib est vaincu par les Élamites à Halule, sur le Tigre[4].